# Fuente de los veinticinco caños
La Fuente de los veinticinco caños (en valenciano, Font dels vint-i-cinc "xorros") es una fuente de finales del siglo XVIII, situada en la ciudad de Játiva, en provincia de Valencia, cerca de la Iglesia de San Pedro. La fuente tiene veincicico caños que le da nombre, representando el caño central un rostro de persona barbuda del cual le sale agua por la boca, mientras que el resto de caños tienen forma de serpiente.

## Historia
Fue construida entre 1788 y 1804 y es de estilo neoclásico. Para su construcción se hizo servir el material del antiguo Portal de Cocentaina y su función original era la de substituir el abrevadero, que era una antigua pila islámica que hoy puede verse en el Museo del Almudín.